# San ging chaat goo si
San ging chaat goo si (chinês tradicional: 新警察故事; mandarim pinyin: Xīn Jǐngchá Gùshì; jyutping: San1 ging5 chaat3 goo3 si6; Brasil: A Hora do Acerto / Portugal: Polícia em Fúria) é um filme de Hong Kong lançado em 2004, dos gêneros policial/ação, estrelado por Jackie Chan e dirigido por Benny Chan.
Apesar do nome, este filme não pertence a série Police Story.

## Sinopse
O inspetor Wing, de Hong Kong (Jackie Chan) e sua equipe partem para mais um caso de rotina.No entanto, seus homens acabam sendo mortos por uma gangue de cinco jovens milionários liderado por Jo
Kwon e seus comparsas Sue Tshoe,Tin Tin Lau,Fire e Max Tsung. Wing cai na depressão e se rende ao álcool.
Com a ajuda de alguém que ele ajudou no passado, Wing precisa retomar suas forças para combater essa gangue.

## Recepção da crítica
New Police Story tem recepção favorável por parte da crítica especializada. Possui tomatometer de 63% em base de 8 críticas no Rotten Tomatoes. Por parte da audiência do site tem 77% de aprovação.